# Distretto di Su-ngai Kolok
Il distretto di Su-ngai Kolok (in thailandese: สุไหงโกลก) è un distretto (amphoe) della Thailandia, situato nella provincia di Narathiwat.